# فهرست قنات‌های شهرستان کوار
جدول زیر بر اساس آمار وزارت جهاد کشاورزی تهیه شده‌است. فهرست زیر قنات‌های شهرستان کوار در استان فارس را نشان می‌دهد.
| نام قنات         | موقعیت                 | نزدیک‌ترین روستا | طول قنات (متر) | تعداد میله چاه | عمق مادر چاه | دبی (لیتر بر ثانیه) | سطح زیر کشت (هکتار) |
| ---------------- | ---------------------- | --------------- | -------------- | -------------- | ------------ | ------------------- | ------------------- |
| بهروزی           | بخش مرکزی شهرستان کوار | کدو             | ۱۷۰۰           | ۷۲             | ۱۷           | ۵۷                  | ۶۰                  |
| حسین‌آباد سفلی    | بخش مرکزی شهرستان کوار | ده شیب          | ۰              | ۰              | ۰            | ۳۷                  | ۸۰                  |
| دشنه شاهرضا      | بخش مرکزی شهرستان کوار | دشته شاهرضا     | ۵۱۲            | ۳۵             | ۱۲           | ۴                   | ۲۰                  |
| ذرات             | بخش مرکزی شهرستان کوار | ذرات            | ۵۰۰            | ۰              | ۰            | ۲                   | ۱۰                  |
| شریف‌آباد مجدآباد | بخش مرکزی شهرستان کوار | هکدان           | ۹۰۰            | ۳۰             | ۱۳           | ۲۷                  | ۰                   |
| علی‌آباد          | بخش مرکزی شهرستان کوار | علی‌آباد         | ۱۲۰۰           | ۶۰             | ۱۵           | ۱۲                  | ۳۵                  |
| قرمزاصلی         | بخش مرکزی شهرستان کوار | موردراز         | ۵۰۰            | ۰              | ۰            | ۳                   | ۲۰                  |
| مریسه            | بخش مرکزی شهرستان کوار | مریسه           | ۱۷۵۰           | ۷۵             | ۱۷           | ۴۲                  | ۶۰                  |